# Rocco Lo Presti
Rocco Lo Presti, all'anagrafe Rocco Lopresti, conosciuto come " Roccu u Maneja " a Marina di Gioiosa Ionica, suo paese di origine (Marina di Gioiosa Ionica, 6 maggio 1937 – Torino, 23 gennaio 2009), è stato un mafioso italiano.
Storico boss mafioso di Bardonecchia e della Val di Susa, è stato il padrino della 'Ndrangheta in Piemonte e il primo mafioso inviato al soggiorno obbligato nel nord Italia. Ha rappresentato una parte di storia della criminalità organizzata in Piemonte, insieme alle famiglie gioiosane della 'Ndrangheta dei Belfiore, degli Ursino e dei Mazzaferro. Il cognome di Lo Presti ha segnato per cinquant'anni Bardonecchia e la Val di Susa. Sempre sulle prime pagine dei giornali, è stato il nome più conosciuto della Val di Susa. Lo Presti ha passato l'intera vita, a difendersi da ogni tipo di accusa e dai continui attacchi da parte della magistratura. Accuse delle quali è sempre riuscito a dimostrare la propria innocenza, avendo avuto i migliori avvocati del Foro di Torino tra i quali anche il Presidente del Consiglio Nazionale Forense, prof. Aldo Casalinuovo. È sempre uscito indenne dalle maggiori inchieste di mafia in Piemonte. Imparentato con la famiglia mafiosa dei Mazzaferro di Marina di Gioiosa Jonica, di cui ne è stato anche l'esponente di maggior rilievo, fu mandato in soggiorno obbligato a Bardonecchia nel 1963, facendo della cittadina subalpina il suo feudo. Il suo nome è legato a doppio filo con quello della famiglia Mazzaferro. Con i cugini Vincenzo, Giuseppe e Francesco Mazzaferro emigra da giovane a Torino in cerca di fortuna. Assieme al cugino "Don Ciccio" Francesco Mazzaferro ha avuto l'egemonia sul territorio della Val di Susa. Bardonecchia è la cittadina che gli ha fatto costruire la sua fama di boss della 'Ndrangheta, il paese dove, a giudicare dalle attività messe in piedi dalla sua famiglia, Lo Presti ha fatto fortuna: quel cognome non se lo scrollerà di dosso ancora per tanti anni. Se per molti italiani, Bardonecchia e la Val di Susa è uguale a mafia; se la stazione sciistica è stata sempre presente nei titoli dei giornali più per la presenza mafiosa del defunto boss che per le sue piste innevate, è grazie alla leggenda di Lo Presti. Per tutti Lo Presti era da sempre il boss incontrastato della Val di Susa, e per tutti Bardonecchia rappresentava il suo regno. Per i calabresi e i siciliani di Bardonecchia, Oulx, Sauze d'Oulx, Sestriere, Cesana, Claviere, Susa, ma anche per i montanari e per i villeggianti che arrivavano da Torino, Milano, Genova. Per tutti era una potenza nominale. Un nome che incuteva rispetto o riprovazione, ma di sicuro sempre una certa paura. Ha costruito da imprenditore molti edifici di Bardonecchia, e ha dato lavoro a migliaia di persone, durante gli anni del boom edilizio. Per i giudici di Torino è stato, colui che ha importato il fenomeno 'Ndrangheta nel nord Italia. Summit segreti, polizia in allerta, sindaco aggredito, a Roma le denunce dell'Antimafia, intimidazioni intorno ai cantieri. Negli anni sessanta e settanta il suo potere in Piemonte è stato pari a quello di Don Antonio Macrì in Calabria. Ha dettato legge nel campo dell'edilizia. Ricco e potente fin dagli anni sessanta, ha creato la propria fortuna nel campo dell'edilizia e delle costruzioni, imponendo leggi e regole proprie, stravolgendone per anni il settore. Con un esercito di operai alle sue dipendenze, è stato l'uomo che, durante gli anni del boom e della speculazione edilizia in Piemonte, ha imposto il dominio della manodopera edilizia in tutta la Val di Susa. Salito agli onori delle cronache negli anni del boom e della speculazione edilizia prima, e del sequestro-omicidio Ceretto poi, ha avuto il potere assoluto nel campo dell'edilizia e della malavita in Piemonte fino al 1975, anno in cui venne mandato al confino sull'isola dell'Asinara. Per decenni si è indagato su di lui. Il fascicolo è enorme, legato con un grosso spago. Nella storia dell'infiltrazione della 'Ndrangheta in Piemonte tra il '65 e il '75 la sua figura è molto chiacchierata e viene evocata più volte dagli investigatori. Negli archivi di polizia e carabinieri ci sono soltanto informazioni riservate e confidenziali per migliaia di pagine, ma nessuna prova concreta di responsabilità dirette in illeciti o reati di sorta. Il fascicolo è pieno di assolutorie per insufficienza di prove. Inchieste, relazioni parlamentari, denunce, ordini di cattura, intercettazioni, arresti, sequestri. Ma lui ha sempre preferito atteggiarsi a mite cittadino perseguitato dalla giustizia. Eppure è stato l'uomo più chiacchierato della Val di Susa. Un uomo capace di scalare i gradini della carriera criminale sgusciando indenne tra un processo e l'altro, in grado di conquistare potere, abile nel riuscire a costruirsi una robusta posizione economica grazie alle amicizie influenti che gli hanno permesso di creare un impero a Bardonecchia durante gli anni del boom edilizio. A lui si sono rivolti con riverenza numerosi personaggi politici dell'ex Partito Socialista Italiano. Ha avuto legami con la mafia marsigliese ed ha intrattenuto rapporti d'amicizia con Don Mico Domenico Tripodo, quando era in soggiorno obbligato ad Avigliana. La presenza di Tripodo era frequentemente segnalata a Bardonecchia. Ha avuto legami molto forti con le 'ndrine di Ciminà e contatti con Don Giovanni Stilo di Africo, il sacerdote calabrese accusato più volte di collusioni con la 'Ndrangheta, in occasione dell'aggiustamento del processo Ceretto. Ha avuto legami con la mafia siciliana e americana. Luciano Liggio, Salvatore Inzerillo, Frank Coppola, Gerlando Alberti, la Famiglia Gambino di New York e le famiglie della 'Ndrangheta in Canada. Secondo un collaboratore di giustizia, negli ultimi anni, il rapporto con i cugini Mazzaferro si è incrinato e Lo Presti si è avvicinato ed alleato agli Aquino, rivali dei Mazzaferro. Uomo di vecchio stampo, è stato sempre contrario a fare affari di droga.

## Biografia
Lo Presti nasce il 6 maggio 1937 a Marina di Gioiosa Jonica da una umile famiglia contadina. Il padre Salvatore Lopresti e la madre Maria Caterina Femia, si arrangiano come possono, lavorando la terra. Primo di otto figli, abbandona molto presto la scuola elementare e si affianca allo zio, in stretto contatto con il vecchio capobastone di Gioiosa Jonica, Rocco Amleto Monteleone, alias Roccu u Regginu, occupandosi della gestione degli affari dello zio e del Monteleone, nel mercato della frutta prima, e del pesce dopo.
All'età di 16 anni emigra a Torino, in cerca di fortuna insieme ai cugini Mazzaferro.
Nel 1957 viene arrestato a Casale Monferrato insieme al cugino Cosimo Jerinò, alias Cosimu u Caddara, e condannato per spaccio di banconote false e resistenza a pubblico ufficiale.
Nel 1962 viene condannato dal Tribunale di Locri per ricettazione.
Nel 1963, accusato di attività illecite, viene mandato in soggiorno obbligato a Bardonecchia e, in pieno boom edilizio, mette su una piccola impresa di costruzioni che, molto presto conquista una posizione di preminenza su tutte le altre imprese. Dopo il suo arrivo, a Bardonecchia cominciarono a verificarsi episodi tipici degli ambienti dove opera la mafia.
Nel settembre del 1963 Mario Corino, segretario della sezione locale della DC, e futuro sindaco del paese, che si sta occupando della speculazione edilizia, viene aggredito e picchiato di notte da due sconosciuti. Vengono fermati per l'aggressione, due muratori calabresi, Francesco Ursino, cognato di Lo Presti, e Antonio Zucco originario di Ciminà che, interrogati dal giudice, dichiarano di averlo fatto perché Corino era "spia dei sindacati" e Lo Presti sarebbe stato il mandante.
Nel 1965 viene arrestato a Ginevra assieme ad Alberto Re, imprenditore di Bardonecchia, per una serie di furti in alcune ville; i due vengono scoperti nell'ultimo colpo, un furto di 60 milioni in gioielli nella villa di un giudice. Lo Presti verrà processato e condannato a due anni di reclusione. 

Rocco Lo Presti quando venne arrestato a Ginevra nel 1965.

Nel 1968 torna a Bardonecchia e sposa una compaesana in uno degli alberghi più lussuosi del paese, il Grand Hotel Riky, con oltre 300 invitati, fra cui alcuni venuti apposta dall'America, come il boss italoamericano Frank Coppola e la famiglia Gambino. Per le strade uomini con la coppola tengono a bada i curiosi. Da lì in poi chi vuole costruire a Bardonecchia deve passare da Rocco Lo Presti. Chi si ribella muore.
Nel dicembre del 1969 viene sospettato di essere il mandante dell'omicidio Timpano. A Exilles lungo la statale della Val di Susa viene trovato il cadavere di Vincenzo Timpano, appena arrivato da Grotteria, Calabria. È stato ucciso dal cognato Giuseppe Oppedisano che a sua volta è cognato di Lo Presti. Il cadavere è stato cosparso di benzina e dato alle fiamme. Viene trovata sul luogo del delitto l'Alfa Romeo 1750 di proprietà di Lo Presti. Oppedisano confessa, ma non rivelerà mai il movente. Lo Presti ha invece un alibi inattaccabile. Era in volo su un aereo verso il sud Italia.
Nel giugno del 1970, appena sei mesi dopo, viene nuovamente sospettato come mandante dell'omicidio D'Aguanno. Viene trovato a Moncalieri in una discarica abbandonata il cadavere di Luigi D'Aguanno, un ricettatore appena uscito di galera. Qualcuno dice che abbia pagato con la vita una soffiata alla polizia. Viene fermato per l'omicidio Carmine Messina a bordo dell'auto di proprietà di Lo Presti. Anche questa volta Lo Presti risulta essere in volo su un aereo diretto in Calabria. In entrambi i casi Lo Presti viene prosciolto da ogni accusa.
Il 12 settembre 1970 in uno dei cantieri di Lo Presti a Bardonecchia viene catturato Filippo Costa, pregiudicato, sospettato di appartenere alla cosca di Luciano Liggio, in quel periodo al centro di un'inchiesta sui sequestri di persona portati a termine dal gruppo Liggio.

### Da manovale a "padrino" di Bardonecchia
Nel 1970 Lo Presti inizia la sua grande ascesa nel campo dell'edilizia. Sono ormai presenti da tempo a Bardonecchia appartenenti alle famiglie siciliane dei Gambino, degli Spatola e degli Inzerillo di Passo di Rigano, quartiere di Palermo, e Lo Presti molto presto entra in rapporti di affari con i fratelli Salvatore e Alfonso Gambino, cugini diretti dei Gambino di Cherry Hill nel New Jersey e lontani cugini di Don Carlo Gambino. Diventeranno i suoi fedelissimi collaboratori nel reclutamento e nello sfruttamento della manodopera edilizia. Successivamente entra in rapporti di amicizia anche con il loro cugino, il giovane Totuccio Salvatore Inzerillo, futuro boss di Palermo, ancora agli inizi della sua carriera criminale. Diventeranno amici fraterni.
Nel 1971 è il re degli appalti, finiscono tutti a lui. Palazzi, cantieri e centinaia di dipendenti. Non c'è impresario o "mercante di braccia" che non conosca Rocco Lo Presti. In molti sostengono che in questo periodo Lo Presti abbia festeggiato da imprenditore, in un noto ristorante di Bardonecchia, il suo primo miliardo di lire.
Il 1º maggio 1971 è la Festa dei Lavoratori. Ottomila torinesi sono in piazza Vittorio Veneto a Torino per la tradizionale sfilata. In un bar sotto i portici alcuni immigrati calabresi parlano sottovoce. Stanno discutendo con Carmelo Manti, intonacatore cottimista. All'improvviso il Manti si alza, estrae una pistola, spara e uccide i quattro compaesani e si confonde tra la folla. Lascia a terra Domenico Parisi, Giuseppe Prochilo, Alfredo Muoio e Franco Maltraversi. Sono "mercanti di braccia" che esigono il pagamento della tangente. Deve loro quasi 2 milioni di lire. Giuseppe Prochilo, boss del racket dell'edilizia è il luogotenente di Rocco Lo Presti. La strage del 1º maggio alza il velo e rompe il fronte di omertà sul racket dell'edilizia. Arrestato e interrogato dal giudice, il Manti, rivela ogni segreto sul racket. Racconta di appalti e subappalti, cottimismo, sfruttamento, tangenti. Torino scopre un'organizzazione germogliata sulla miseria e sulla sofferenza di tanti immigrati. Rivela i nomi dei boss che controllano il racket. Tra i nomi c’è anche quello di Rocco Lo Presti. L'attenzione dei giornali e della magistratura si concentra su Bardonecchia. Si inizia a parlare di caporalato, sfruttamento abusivo della manodopera, racket nei cantieri. Operai in cerca di lavoro che vengono reclutati a Porta Palazzo e alla stazione di Porta Nuova al momento del loro arrivo in Piemonte e portati in massa nei cantieri a Bardonecchia. Imprenditori che vengono minacciati e costretti a rinunciare a ogni tipo di lavoro sul territorio di Bardonecchia. Nessun imprenditore può muovere un mattone a Bardonecchia senza il consenso di Lo Presti. È lui a decidere a chi dare il lavoro. È lui a decidere la fornitura dei materiali. È lui ad avere potere di vita o di morte. Attraverso minacce, intimidazioni e prevaricazioni di ogni genere riesce ad avere il controllo della manodopera edilizia in Val di Susa.
Nel gennaio del 1972 un gruppo di operai calabresi armati ha circondato un cantiere edile ordinando agli operai di sgomberare e di non farsi vedere mai più. Ai disgraziati non resta che obbedire. Il lavoro passerà a Rocco Lo Presti. Ma quando il magistrato incomincia gli interrogatori, nessuno ricorda più niente. Leonardo Ferrero, giornalista de l'Unità che sta svolgendo un servizio sulla speculazione edilizia in Val di Susa viene minacciato dallo stesso Lo Presti, come vengono minacciati i sindacati a tutela dei lavoratori. I sindacalisti di Cgil, Cisl e Uil dichiarano ai giudici di Torino che, durante un giro dei cantieri di Bardonecchia nell'ottobre del 1971, i loro spostamenti erano seguiti da alcune auto e che era praticamente impossibile avvicinare i lavoratori che sembravano avessero il terrore di colloquiare. I sindacalisti dichiarano inoltre di essere stati direttamente minacciati e di avere ricevuto telefonate in cui venivano invitati a non andare nei cantieri di Bardonecchia poiché "poteva finire male"
. Altri imprenditori minacciati, cantieri devastati. Il sindaco di Bardonecchia, Mario Corino, accusa pubblicamente Lo Presti. La tensione è alta.
Nel maggio 1972 un certo Giovanni Rosace sostiene che a Bardonecchia si svolge un intenso traffico di d'armi e preziosi con la Francia, controllato da Lo Presti, con il boss della mafia marsigliese Gaetano Tany Zampa. Nello stesso periodo in un rapporto dei carabinieri si afferma che il Lo Presti controlla a Torino cinque bische clandestine.
Nel 1973 viene mandato in soggiorno obbligato a Bardonecchia il cugino Don Ciccio Francesco Mazzaferro. Qui, Mazzaferro avvia una società di trasporti e movimento terra, per servire i siti di edificazione, e con l’aiuto di Lo Presti, nel giro di due anni, riesce a fare piazza pulita della concorrenza, nel settore delle costruzioni. Con l’arrivo di Mazzaferro, si inizia a parlare anche di realizzazione di grandi opere, in Val di Susa. Il Traforo del Frejus e l'autostrada Torino – Bardonecchia (A32). Il clan Lo Presti-Mazzaferro ha ormai il controllo assoluto di buona parte dell’economia della Val di Susa e con la forte ondata migratoria calabrese, ha anche il consenso del voto. Importanti esponenti del Partito Socialista Italiano dell'epoca, chiedono a Lo Presti il sostegno in campagna elettorale, che sarà determinante. Lo Presti e Mazzaferro riusciranno infatti ad aggiudicarsi parte dei lavori per la realizzazione del Traforo del Frejus.

L'ex sindaco di Bardonecchia, Mario Corino in tribunale, accusa Rocco Lo Presti di mafia (1974).

### Il solido legame con Inzerillo e i Gambino. Il confino all'Asinara
Nel 1973 l'Interpol segnala la presenza di Lo Presti a New York. Per il suo soggiorno negli Stati Uniti sarà ospite con la moglie e la figlia presso i Gambino di Cherry Hill, nel New Jersey. I fratelli John, Joseph e Rosario Gambino, che avevano soggiornato per un breve periodo a Bardonecchia, negli anni '60, prima di partire per gli Stati Uniti nel 1966. Ad attenderlo e a presenziare all'incontro con i Gambino c’è loro cugino, Salvatore Inzerillo, che s'impegnerà anche a farlo incontrare con Carlo Gambino. Esiste infatti, nelle mani degli inquirenti, una foto che ritrae Lo Presti seduto a un banchetto con Don Carlo Gambino. Si reca anche in Canada, nell'Ontario, con Salvatore Inzerillo sempre al suo fianco. A Toronto risiedono dei cugini e una sorella di Lo Presti. Qui stringe alleanza con i nomi noti del crimine organizzato di Toronto ed Hamilton. Rocco Zito, Mike Racco, Cosimo Stalteri, Jimmy De Leo, Remo Commisso, Nick Coluccio e i Musitano. Successivamente si reca nel Québec, a Montréal e si allea con Vic Cotroni e Paul Violi.
Nel gennaio del 1975 la Criminalpol manda in fumo a Bardonecchia un convegno mafioso. Avrebbe dovuto svolgersi un vertice fra mafiosi calabresi, italoamericani e siciliani, ma salta tutto all'ultimo momento, forse perché è giunta notizia di una possibile irruzione della polizia. Si è invece svolta in realtà una cerimonia del tutto innocente: quella del battesimo del secondogenito di Rocco Lo Presti. Tra gli invitati sono presenti anche i Gambino di New York. Nella primavera dello stesso anno, Lo Presti torna di nuovo negli Stati Uniti. Si parla di entrare in rapporti di affari con la Famiglia Gambino. Iniziare a costruire a Miami in Florida assieme a John Gambino e Salvatore Inzerillo. Purtroppo il sogno americano svanisce. Al suo rientro in Italia, la Commissione Parlamentare Antimafia, attirata dai numerosi articoli sui giornali, che già da un anno si sta occupando di lui, manda a Bardonecchia una delegazione presieduta da Pio La Torre, che durante un sopralluogo del 1973 accerta la presenza della criminalità organizzata nella località alpina, individuando in Lo Presti il boss mafioso. L'allora questore di Torino, Emilio Santillo, scrive un voluminoso dossier sull'infiltrazione della 'Ndrangheta in Piemonte, che controlla l'edilizia con particolare riferimento alla figura di Lo Presti e dei suoi legami in affari con le famiglie siciliane degli Inzerillo-Gambino-Spatola-Di Maggio di Palermo e con i Gambino di New York. 

Il boss Rocco Lo Presti con il cugino Don Ciccio Francesco Mazzaferro, in un processo del 1974, quando a Bardonecchia dettava legge.

Grazie a questo dossier, nel 1975, Lo Presti viene accusato di essere a capo del cosiddetto fenomeno del racket delle braccia e su richiesta del procuratore capo di Torino, Bruno Caccia, viene condannato a tre anni di confino sull'isola dell'Asinara, entrando così nel Gotha dei grandi boss mafiosi. Lo Presti verrà catturato quattro mesi più tardi in un cinema in centro a Torino e accompagnato all'Asinara.

Rocco Lo Presti arrestato nel cinema a Torino (1975).

Rocco Lo Presti accompagnato dagli agenti al soggiorno obbligato all'Asinara (1975).

Sull'isola troverà Luciano Liggio, Tommaso Buscetta, Ignazio Pullarà di Palermo, Giuseppe Di Cristina di Riesi, Rocco Gioffrè di Seminara, Francesco Barbaro di Platì.

### Il sequestro-omicidio Ceretto. La riabilitazione penale
Nel febbraio 1976 Lo Presti viene prelevato all'Asinara perché accusato di essere il mandante di uno dei sequestri di persona più clamorosi avvenuti in Piemonte negli anni settanta. Il sequestro-omicidio di Mario Ceretto. Un ricco industriale di Cuorgnè, trovato sepolto in un campo ad Orbassano.

Rocco Lo Presti arrestato all'isola dell'Asinara come mandante del sequestro-omicidio Ceretto (1976).

Rocco Lo Presti con le manette ai polsi per il sequestro Ceretto (1976).

Il 23 maggio del 1975 l'industriale verrà rapito e ritrovato morto una settimana più tardi in un campo abbandonato. Lo Presti verrà accusato da Giovanni Caggegi di essere ideatore del rapimento. Vengono coinvolti e arrestati anche Giuseppe Cosimo Ruga di Monasterace, Cosimo Metastasio di Stilo, Sebastiano Giampaolo, Giuseppe Calabrò, conosciuto come "Il dottorino", e Giuseppe Giorgi di San Luca, Raffaele La Scala di Locri, i fratelli Giovanni e Carmelo Iaria di Cuorgnè e Venanzio Tripodo, figlio di "Don Mico", Domenico Tripodo. A Torino intanto, dopo l'arresto di Lo Presti, i clan si riorganizzano. Una dopo l'altra vengono eliminate le persone vicine a Lo Presti.
Nel febbraio 1977 Carmine Carmelo Messina, che era stato coinvolto assieme a Lo Presti nell'omicidio D'Aguanno scompare e non verrà mai più ritrovato.
Nel luglio 1977, tre killer incappucciati e armati di lupara giustiziano un impresario legato alla 'Ndrangheta. La vittima è Giuseppe Zucco, originario di Ciminà, in Calabria, luogotenente di Lo Presti. Faceva parte dell'organizzazione che reclutava la manodopera per il "racket delle braccia" ed era stato coinvolto insieme a Lo Presti nel traffico d'armi e preziosi provenienti dalla Francia con la mafia marsigliese.

Un momento del tragico confronto tra Rocco Lo Presti e Giovanni Caggegi, suo principale accusatore per il sequestro Ceretto (1978).

Verranno anche uccisi gli altri due fratelli di Zucco, Rocco e Antonio, anche loro molto vicini a Lo Presti. Nel novembre 1981, Rocco Zucco rimarrà vittima di uno spettacolare attentato autobomba sotto casa in pieno centro a Torino. Nell'ottobre 1982, Antonio Zucco, l'ultimo dei fratelli, coinvolto nel 1963 nel pestaggio dell'ex sindaco di Bardonecchia, Mario Corino per ordine di Lo Presti, verrà ucciso a rivoltellate. Omicidi da inquadrare tutti nella cosiddetta Faida di Ciminà in Calabria. È in questo periodo che si nasconde ancora, una delle pagine più tristi della vita di Rocco Lo Presti.
Nel luglio 1978, mentre è in corso il processo di primo grado per il sequestro Ceretto Giuseppe Oppedisano, cognato di Lo Presti, dopo appena nove anni passati in galera per l'omicidio Timpano, folle di gelosia, esce di prigione e ammazza a coltellate la moglie. La vittima è Giuseppa Lo Presti, sorella di Rocco Lo Presti. Una vera mazzata per Lo Presti e la sua nomea di boss della 'Ndrangheta. Chi lo ha conosciuto sostiene che, in quel periodo Lo Presti fosse talmente potente, che non avrebbe mai fatto passare un tale affronto. Perfino Caggegi, che lo accusò del sequestro Ceretto, quando seppe dell'arrivo di Lo Presti nel carcere de Le Nuove di Torino si rifugiò per tre giorni sui tetti del penitenziario per paura di ritorsioni. Oppedisano si suiciderà in carcere. Nel febbraio 1979 verrà trovato impiccato nei bagni del manicomio criminale di Ferrara, lasciando dubbi e incertezze sulla causa di morte. Quattro mesi prima Lo Presti era uscito di prigione. 

Rocco Lo Presti nell'aula del tribunale durante un'udienza del processo Ceretto del 1978.

Per il sequestro Ceretto, Lo Presti verrà assolto in primo grado, ma verrà condannato in appello a 26 anni di reclusione. Lo Presti prevedendo la sentenza di condanna, diserta l'udienza e si rende irreperibile. I suoi legali ricorrono in Cassazione. Lui nel frattempo si rifugia in Francia spostandosi tra Parigi e Marsiglia facendo qualche buon affare con i marsigliesi. Passerà una latitanza dorata di ben due anni e nel dicembre del 1982 arriva la grande svolta. La Cassazione annulla clamorosamente la sentenza per irregolarità, e rinvia gli atti alla Corte d'appello di Genova e il giudizio si conclude con un'assoluzione per insufficienza di prove, escludendo Lo Presti definitivamente da ogni coinvolgimento nel caso Ceretto. Anni più tardi si scoprirà che non è stata del tutto casuale questa decisione da parte della Suprema Corte. Rocco Lo Presti avrebbe dato, all'archivista del Vaticano, monsignor Don Simeone Duca, 30 milioni di lire per una sua intercessione presso il magistrato della Corte di Cassazione. Si dice che Don Stilo gli abbia fornito i contatti.
Nel 1987 Lo Presti viene arrestato assieme ad altre tredici persone per una truffa di tre miliardi di lire a una banca di Cuneo. Secondo l'accusa Lo Presti avrebbe costretto un direttore di banca per anni a coprire assegni a vuoto. Verrà prosciolto da ogni accusa.
Nel 1992 Lo Presti chiede e ottiene la riabilitazione penale. È l'inizio di una nuova vita. Il suo potere si ridimensiona ma non si annienta. Resta nell'ombra, ai margini della criminalità organizzata e delle altre famiglie mafiose rimanendo sempre il "padrino". Gli altri fanno i soldi con il traffico di droga. Lui è contrario. Abbandona l'attività del settore edile e si dedica al commercio e alla politica. Mette su alberghi, ristoranti, pizzerie, bar, discoteche, negozi di abbigliamento e sale giochi. In questo periodo in molti si rivolgono a Lo Presti in occasione di campagne elettorali, grazie al pacchetto di voti appetibile di cui gode. Significativa è stata la campagna elettorale del 1992, a un politico torinese dell'ex Partito Socialista Italiano, che riesce addirittura ad andare alla Camera dei deputati, grazie al suo appoggio. Altri si rivolgono a lui perché ricevono minacce, intimidazioni a scopo di estorsione e chiedono il suo intervento.
Nel 1993 viene arrestato a Bardonecchia il nipote di Lo Presti, Giuseppe Ursino, assieme ad altre quindici persone per traffico d'armi e droga. Vengono coinvolti e arrestati anche esponenti dei clan Cataldo di Locri e dei Commisso di Siderno.

### L'affare Campo Smith. Bardonecchia, primo comune del nord Italia sciolto per mafia
Nel 1991 Pierluigi Leone, commissario capo di polizia, viene inviato al comando del commissariato di Bardonecchia, ma viene improvvisamente trasferito senza alcun motivo in Calabria, dopo appena due mesi dal suo arrivo. Leone aveva toccato interessi politici forti a Bardonecchia, stava indagando sulla futura realizzazione del complesso Campo Smith e aveva scritto un rapporto investigativo su Lo Presti e proposto una misura di prevenzione nei suoi confronti. Lo stesso Lo Presti lo aveva minacciato e gli aveva fatto capire di essere al corrente di indagini riservate su di lui.
Nel 1995 Lo Presti viene nuovamente arrestato perché coinvolto nell'affare Campo Smith. La realizzazione di un mega residence ai piedi degli impianti da sci. Un investimento da cinquanta miliardi di lire. Il lavoro più grosso mai realizzato a Bardonecchia dopo il Traforo del Frejus. Secondo l'accusa Lo Presti sarebbe stato a capo dell'organizzazione che avrebbe gestito l'intera operazione Campo Smith. Viene ingiustamente arrestato il sindaco di Bardonecchia Alessandro Gibello (processato, verrà assolto e risarcito dei danni subiti), e vengono coinvolti nelle indagini tutti i funzionari del Comune per presunti condizionamenti da parte della criminalità organizzata. Viene indagato il maresciallo dei carabinieri, che per anni avrebbe favorito Lo Presti nei loschi affari. Vengono messi sotto sequestro tutti i più grossi cantieri della città e viene coinvolto e arrestato anche Gaetano Belfiore, fratello del noto boss della 'ndrangheta calabrese trapiantato a Torino, Domenico Belfiore, che aveva dei lavori a Bardonecchia.
Il 5 maggio del 1995, con decreto del Governo verrà sciolto il consiglio comunale di Bardonecchia. Fino a qualche anno fa, primo e unico comune del nord Italia sciolto per infiltrazioni mafiose. A Lo Presti vengono sequestrati beni per un valore di 10 miliardi di lire.
Nell'aprile 2001, mentre è in corso il processo a suo carico per l'affare Campo Smith, un collaboratore di giustizia, sostiene di aver appreso in carcere da un certo Musuraci detenuto in Spagna, di un possibile coinvolgimento di Rocco Lo Presti, assieme ai Belfiore e agli Ursino, nell'omicidio dell'ex procuratore capo di Torino Bruno Caccia. Una delle ex amanti di Lo Presti inoltre dichiara ai giudici che all'indomani dell'assassinio del giudice Bruno Caccia, il padrino avrebbe ricevuto una telefonata dal gruppo dei calabresi di Torino in cui gli fu detto: "Rocco ti abbiamo fatto il regalo di compleanno". Bruno Caccia aveva indagato più volte su Lo Presti e fu colui che lo fece mandare al confino all’Asinara. Non si ebbero mai prove di un suo ruolo diretto in questo omicidio e ogni accusa cadde nel vuoto. Anche i collaboratori di giustizia, Giacomo Lauro e Francesco Fonti, dichiarano davanti ai giudici del Tribunale di Torino, dell'esistenza a Bardonecchia, di un locale di 'Ndrangheta, con a capo Rocco Lo Presti e Francesco Mazzaferro, che risale fin dagli anni ‘70. Il pentito palermitano Vincenzo Lo Vecchio, sostiene che Lo Presti e Mazzaferro, sono coinvolti assieme ad altri calabresi, in un grosso traffico di cocaina proveniente dalla Colombia. Ma anche in questo caso, gli inquirenti non sono mai riusciti ad avere prove di colpevolezza nei confronti di Lo Presti.

### L'ascesa dei nipoti Ursino. La caduta del Padrino
Dal 2000 in poi a Bardonecchia cambiano gli assetti criminali. A causa delle continue pressioni da parte della magistratura e delle forze dell'ordine, Rocco Lo Presti è costretto a cedere lo scettro di comando ai suoi nipoti prediletti, i fratelli Luciano e Giuseppe Ursino. Con questa mossa, Lo Presti spera di attirare un po' meno l'attenzione su di sé. Convinto poi da tanti anni di impunità, che in caso di guai giudiziari possono al massimo vietargli di uscire da Bardonecchia, dal suo regno, come prevede, ancora oggi, la legge che ha stabilito il soggiorno obbligato nel luogo di residenza. Il nipote, Luciano Ursino, molto presto entra in rapporti di affari con i fratelli Adolfo e Aldo Cosimo Crea, originari di Stilo, in Calabria, boss emergenti della 'Ndrangheta torinese, col giro dei videopoker, rifilando macchine da gioco a più esercenti possibili, da Bardonecchia a Torino.
Nel 2003, alla vigilia dei Giochi olimpici del 2006, s'inizia a parlare di appalti in Val di Susa. I lavori suscitano l'interesse del clan Lo Presti. Arrivano le prime minacce. Il direttore dei lavori dell’autostrada Torino – Bardonecchia (A32) e i dirigenti dell'Agenzia Torino 2006 ricevono per posta buste con proiettili. Gli Ursino riescono a corrompere un ispettore di polizia che li informa sulle indagini e fornirà loro uno scanner per trovare microspie.
Nell'aprile 2004 gli Ursino avvicineranno un politico per tentare di ottenere i finanziamenti Ue e metteranno su un giro di usura milionario che si estende da Bardonecchia a Torino. Tra le vittime strangolate dall'usura, vi è un noto personaggio politico dell'ex Psi, che denuncia l'organizzazione, e nel novembre del 2006 viene arrestato Rocco Lo Presti assieme ai nipoti Ursino. Finiscono in manette 15 persone e 14 indagati. Imprenditori e artigiani strangolati con interessi al 120 per cento. In alcuni casi l'organizzazione rileva una quota delle imprese in crisi che si rivolgono ad essa, per poi arrivare a controllare tutte le quote a causa dell'impossibilità dei creditori di far fronte ai pagamenti. A Lo Presti gli vengono nuovamente sequestrati beni per un valore di 2 milioni di euro. Diabetico, nell'ultimo periodo la malattia lo ha indebolito nel fisico e nel ruolo e ormai malato anche di cuore è costretto a continue cure mediche. Passa l'ultimo periodo di vita spostandosi da un ospedale all'altro.
Il 23 gennaio del 2009, Lo Presti muore d'infarto nel reparto detenuti dell'Ospedale Molinette di Torino all'età di 72 anni, il giorno dopo la conferma di condanna in appello a sei anni per associazione a delinquere di stampo mafioso per l'affare "Campo Smith", risalente a dieci anni prima. La prima e unica condanna della sua carriera criminale. In pochi parteciperanno ai suoi funerali per timore di controlli da parte delle forze dell'ordine. Lo Presti è stato sepolto nel Cimitero di Bardonecchia.

### Gli anni del boom e della speculazione edilizia
- L'impresario di Bardonecchia ammette: A Ginevra ho saccheggiato 14 alloggi Stampa Sera 29 luglio 1965
- Il tribunale decide se allontanare i presunti "boss" da Bardonecchia La Stampa 22 aprile 1974
- Stamane primi interrogatori per i boss di Bardonecchia Stampa Sera 22 aprile 1974
- Forse la mafia c'è a Bardonecchia, ma non ho prove contro i presunti boss La Stampa 8 febbraio 1975

### Il confino all'Asinara
- Lo Presti all'Asinara Stampa Sera 1 luglio 1975
- Dopo il confino all'Asinara di Rocco Lo Presti continua la lotta contro il racket delle braccia Stampa Sera 2 luglio 1975
- Rocco Lo Presti andrà al confino nell'isola dell'Asinara per tre anni La Stampa 2 luglio 1975
- Da stuccatore a ricco impresario La Stampa 3 luglio 1975
- L'arresto di Rocco Lo Presti. Un pretore in imbarazzo Stampa Sera 15 ottobre 1975
- Il boss Rocco Lo Presti parte per l'Asinara oggi La Stampa 16 ottobre 1975
- Rocco Lo Presti al confino, qui finisce che impazzisco di noia La Stampa 2 novembre 1975

### Il sequestro-omicidio Ceretto
- Suona il telefono in casa Ceretto ma si odono rauchi sospiri La Stampa 25 maggio 1975
- Ucciso e poi bruciato l'industriale Ceretto sparito a Cuorgnè pag.1 La Stampa 28 maggio 1975
- Lo Presti in carcere a Torino pag.1 Stampa Sera 20 febbraio 1976
- Il boss arrestato dopo 10 anni di accuse Stampa Sera 20 febbraio 1976
- Rocco Lo Presti, il boss di Bardonecchia arrestato ieri all'Asinara pag.1 La Stampa 20 febbraio 1976
- Il boss arrestato dopo 10 anni di accuse La Stampa 20 febbraio 1976
- Dopo l'arresto di Rocco Lo Presti preoccupazione tra i clan Stampa Sera 21 febbraio 1976
- La Mafia in Val Susa aveva due boss: Lo Presti e Mazzaferro Stampa Sera 23 febbraio 1976
- Lo Presti conosce Caggegi, ha avuto rapporti d'affari con lui ed è stato nella sua cascina Stampa Sera 23 febbraio 1976
- Interrogato dal giudice il Lo Presti dice: Una congiura La Stampa 26 febbraio 1976
- Rocco Lo Presti davanti al giudice in lacrime Stampa Sera 27 febbraio 1976
- Piange Rocco Lo Presti: Mai visto il Caggegi La Stampa 27 febbraio 1976
- Dopo Lo Presti, si cerca Normanno l'anello del delitto Ceretto Stampa Sera 15 marzo 1976
- La mafia ha ucciso Mario Ceretto La Stampa 16 febbraio 1977
- Lo Presti è malato e chiede la libertà La Stampa 24 dicembre 1977
- In aula i 14 dell'Anonima sequestri La Stampa 18 gennaio 1978
- Lo Presti è malato ma resta in carcere. Caggegi insiste nelle sue contraddizioni La Stampa 26 gennaio 1978
- Dietro Caggegi e Lo Presti chi si nascondeva? Stampa Sera 26 gennaio 1978
- Lo Presti nega tutte le accuse proclamandosi perseguitato La Stampa 29 gennaio 1978
- Delitto Ceretto: Giovanni Iaria, il suo factotum Manlio Panu e Rocco Lo Presti Stampa Sera 1 febbraio 1978
- Rocco Lo Presti è sano come un pesce Stampa Sera 7 marzo 1978
- Vincenzo Timpano, la prima vittima e l'indecifrabile figura di Lo Presti Stampa Sera 15 luglio 1978
- I grandi processi fissati per l'autunno, da Pan a Ballarini a Rocco Lo Presti Stampa Sera 5 settembre 1978
- Lo Presti fuori gabbia Stampa Sera 22 settembre 1978
- Rocco Lo Presti, ex boss di Bardonecchia è il mandante del sequestro di Ceretto La Stampa 18 ottobre 1978
- La difesa: Lo Presti non è boss, non c'entra col tragico sequestro La Stampa 8 novembre 1978
- Presidente dell'Ordine per Rocco Lo Presti Stampa Sera 16 novembre 1978
- Lo Presti omicida? No è innocente La Stampa 17 novembre 1978
- Domani il processo d'appello per il sequestro-omicidio Ceretto Stampa Sera 3 novembre 1980
- Mandato di cattura per Rocco Lo Presti Stampa Sera 21 novembre 1980
- Doccia fredda dei giudici d'appello per i 4 boss dell'omicidio Ceretto La Stampa 21 novembre 1980
- Omicidio Ceretto: perché Bocco e Lo Presti sono stati condannati 26 anni in appello La Stampa 2 gennaio 1981
- Caso Ceretto: nulle quattro condanne. Lo Presti tornerà davanti ai giudici La Stampa 31 gennaio 1982

### L'affare Campo Smith. Bardonecchia, primo comune del nord Italia sciolto per mafia
- Svolta nell'inchiesta sul residence. Rispunta Lo Presti come negli anni 70 La Stampa 5 ottobre 1994
- Campo Smith, Lo Presti in Procura La Stampa 22 ottobre 1994
- Telefonavano in tanti per chiedere voti al boss La Stampa 15 novembre 1994
- Bardonecchia, Comune chiuso per mafia La Stampa 29 aprile 1995
- Tutti i figli della 'ndrangheta La Stampa 6 agosto 1995
- Bardonecchia: al telefono notaio e cugino del boss La Stampa 26 ottobre 1995
- Dopo un quarto di secolo di sospetti, la Dia ferma il commerciante La Stampa 14 novembre 1995
- Lo Presti rimanga in carcere La Stampa 10 dicembre 1995
- Soggiorno obbligato in casa. Lo Presti a Bardonecchia per 5 anni La Stampa 12 luglio 1996
- Confiscati i beni a Rocco Lo Presti La Stampa 12 luglio 1996
- Val di Susa, la Valle dei misteri La Stampa 16 luglio 1996
- Lo Presti, ricorso in tribunale La Stampa 28 gennaio 1997
- Sentenza Lo Presti. Confermato il soggiorno obbligato La Stampa 11 febbraio 1997
- Lo Presti va processato La Stampa 23 novembre 1998
- Rocco Lo Presti deve tornare davanti ai giudici La Stampa 4 novembre 1999
- A giudizio la moglie del boss del mattone La Stampa 7 gennaio 2000
- Lo Presti torna in tribunale La Stampa 10 gennaio 2001
- Processo Lo Presti. L'ora dell'accusa La Stampa 17 gennaio 2001
- Mafia, chiesti sette anni per Lo Presti La Stampa 31 gennaio 2002
- La prima volta del boss di Bardonecchia La Stampa 19 aprile 2002

### Video
- La storia dei beni confiscati in Piemonte YouTube